# Spejlreflekskamera
Et spejlreflekskamera eller SLR (single-lens reflex) er en særlig type kamera, hvor der inde i kameraet er monteret et system af spejle og prismer, så det billede, man ser i kameraets søger, er identisk med det endelige billede, idet motivet betragtes gennem kameraets objektiv.
Dette er i modsætning til et søgerkamera, og det to-øjede spejlreflekskamera (TLR - Two Lens Reflex), hvor søgeren har sin egen linse.
Der findes både analoge og digitale spejlreflekskameraer.

## Virkemåde
Lyset fra motivet opfanges af objektivet, som indeholder mekanik til at fokusere lyset. Derefter reflekteres lyset i et spejl op på en matskive, hvor motivet bliver gentegnet. Billedet på matskiven bliver samlet af en samlelinse, som ofte udført som en såkaldt fresnellinse. Lyset passerer gennem en pentaprisme, som er et femkantet stykke glas, som kan spejle og vende billedet, så det kan ses retvendt gennem søgeren.
Når der trykkes på udløseren, vipper spejlet op mod matskiven, så lyset nu i stedet falder ind mod lukkeren, som kan åbne for eksponering af filmen/sensoren. Når eksponeringen er færdig, falder spejlet tilbage, så man igen kan se motivet gennem søgeren.
Der findes enkelte varianter af denne opbygningsmodel: Billigere kameratyper har et pentaspejl i stedet for en prisme, hvilket giver et vist lystab, men til gengæld lavere pris og vægt. Visse Hasselblad-modeller har en centrallukker i objektivet, og visse Olympus-modeller har søgersystemet lagt på siden af kameraet.
Men langt de fleste modeller følger standardopbygningen.

## Udvikling og historie
Princippet med at spejle motivet på en matskive er kendt tilbage til 1600-tallet og er blevet anvendt i camera obscura-apparater. Men som kameratype begyndte spejlreflekskameraet for alvor at blive udviklet i begyndelsen af 1900-tallet, først som storformat-kameraer og efterhånden som mindre formater kom frem, fulgte kameraudviklingen med.
Det første 35 mm spejlreflekskamera var det russiske GOMZ sport (1935), men det egentlige gennembrud kom med det tyske Ihagee Kine-Exakta (1936); Exakta-serien blev udviklet indtil 1970'erne og betragtes af mange som et legendarisk pioner-kamera. Et andet tysk mærke, Contax, som blev udviklet af Carl Zeiss, tilføjede prismesøgeren monteret over en fresnellinse, og dermed havde kameratypen fået den grundform, som eksisterer endnu i dag.
Fra 1950'erne kom flere japanske fabrikater til. Asahi (senere kendt som Pentax) var de første, som snart blev efterfulgt af Canon og Nikon.
Grundformen er som nævnt uændret gennem mange år, så udviklingen har i stedet gået på automatik: Automatisk eksponering, automatisk fokus, automatisk filmfremføring, osv.
I 1990'erne begyndte den digitale teknologi så småt at gøre sig gældende, og efterhånden som teknikken er blevet billigere, har det fortrængt film. Canon var de første til at introducere et digitalt spejlreflekskamera til under 10.000 kr (EOS 300D fra 2003), og de andre fabrikater fulgte hurtigt med.

## Fordele og ulemper
Kameratypen er behæftet med både fordele og ulemper

### Fordele
Den grundlæggende fordel ved spejrefleks-princippet er, at man kan se motivet, som det bliver opfanget af objektivet. Dermed kan man undgå parallakse-fejl, som ellers opstår, når søgeren har en anden position end objektivet. Desuden er man i stand til at vurdere skarphedsdybden ved at betragte motivet efter nedblænding.
En anden væsentlig fordel ved kameratypen er den fleksibilitet, som følger med. Næsten alle spejlreflekskameraer har udskiftelige objektiver, og mange tilbyder også f.eks. udskiftelige matskiver og søgere. Desuden findes et væld af tilbehør som flashsystemer, fjernudløsere, optiske filtre, m.v. Egentlig er det ikke en teknisk konsekvens af selve kameratypen – der findes f.eks. også systemkameraer af målsøgertypen – men alligevel er spejlrefleks-segmentet særlig stærkt på dette punkt.
Med udbuddet af udstyr følger også et stort udvalg af objektiver, både som originalt tilbehør og fra alternative leverandører. Til typiske spejlreflekskameraer kan man med standardprodukter få brændvidder over et kolossalt spænd fra under 10 mm til over 2000 mm.

### Ulemper
Spejlreflekskameraer er først og fremmest større og tungere end simplere kameratyper, fordi de skal have plads til spejlmekanismen og søgerprismen. I den forbindelse har det også betydning, at man er nødt til at have så meget plads mellem filmplanet og objektivets bagkant, at spejlet har plads til at svinge op. Den relativt store afstand tager ikke alene plads op, den gør det også vanskeligere at fremstille vidvinkelobjektiver, hvor man må ty til avancerede retrofokus-principper.
Processen med et svingbart spejl har i sig selv et antal ulemper: Det tager tid, fra man har trykket på udløseren, til billedet kan tages, det giver akustisk støj, det giver kamerarystelser, og det gør, at søgeren bliver sort i eksponeringstiden – det sidste betyder i øvrigt også, at man aldrig ser en flashudladning i søgeren, da den jo falder sammen med eksponeringstidspunktet. Spejlet har før i tiden forhindret at digitale spejlreflekskameraer kan bruge sensoren som søgerenhed, men i de seneste år har modeller fra Olympus herunder Panasonic og Leica, Fujifilm, Nikon og Canon tilbudt Live view, hvor man som bruger kan bruge skærmen bagpå som søger som det kendes fra de fleste kompaktkameraer. Teknikken kan være forskellig fra to sensorer i kameraet (Olympus) til, at spejlet klappes op mens der bruges liveview (Canon).

## Det to-øjede spejlreflekskamera
Det to-øjede spejlreflekskamera har to objektiver med samme brændvidde. Det ene danner billedet på filmen, det anden danner et søgebillede på en vandret matskive, efter at billedet er reflekteret af et fast spejl.
Kameraet er større end et enøjet spejlreflekskamera, men det er mekanisk simplere, da der ikke er noget bevægeligt spejl. Der kan anvendes en centrallukker i modsætning til en rullegardinlukker. Kameraet reagerer hurtigere og laver mindre støj, da spejlet ikke skal klappes op og ned.
Da søgerbilledet dannes af en anden linse, lider kameraet af parallaksefejl.
Kameratypen benyttes ikke meget i dag.